# 拡散性ミリオンアーサー キャラクターソング
『拡散性ミリオンアーサー キャラクターソング』は、スマートフォンゲーム『拡散性ミリオンアーサー』のキャラクターソングが収録されているシングル。2013年11月20日から2014年12月24日までに4枚がランティスから発売されている。各キャラクターソング1曲に、off vocalや赤羽良保脚本によるミニドラマをそれぞれ収録。

## リリース一覧

### キャラクターソング 1
キャラクターソング 2 ニムエと同時に2013年11月20日に発売された。歌はアーサー -技巧の場-（佐藤利奈）。
収録曲
1. ONLY MY WAY
  - 作詞：松井洋平、作曲・編曲：野井洋児 アーサー

2. ONLY MY WAY（Off Vocal）
3. ミニドラマ「二人でデート/アーサー（技巧の場）篇」

### キャラクターソング 2
キャラクターソング 1 アーサー -技巧の場-と同時に2013年11月20日に発売された。歌はニムエ（小倉唯）。
収録曲
1. シュレディンガー・ハート
  - 作詞：松井洋平、作曲・編曲：Telaco

2. シュレディンガー・ハート (Off Vocal)
3. ミニドラマ「二人でデート/ニムエ篇」

### キャラクターソング 3
キャラクターソング 4 輝夜と同時に2014年12月24日に発売された。歌はグィネヴィア（伊瀬茉莉也）。
収録曲
1. 円卓の円舞曲
  - 作詞：松井洋平　作曲・編曲：Kon-K

2. 円卓の円舞曲（Off Vocal）
3. ミニドラマ「二人でお茶を/グィネヴィア篇」

### キャラクターソング 4
キャラクターソング 3 グィネヴィアと同時に2014年12月24日に発売された。歌は輝夜（大橋彩香）。
収録曲
1. 月ニ輝ク夜ノ秘話
  - 作詞：松井洋平、作曲・編曲：陶山隼

2. 月ニ輝ク夜ノ秘話（Off Vocal）
3. ミニドラマ「二人でお茶を／輝夜篇」